# Geschichte der Stadt Quakenbrück

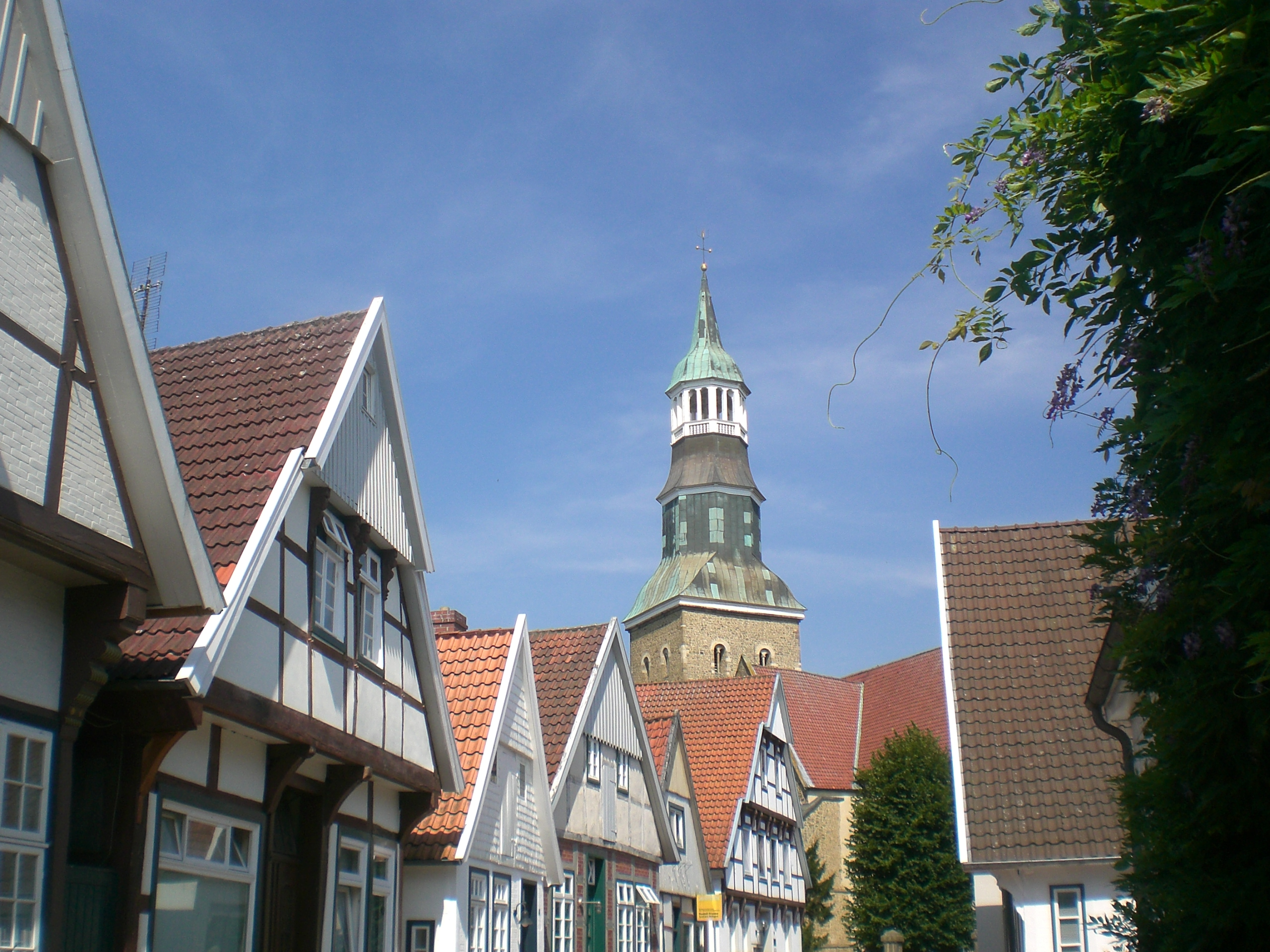
Die Altstadt von Quakenbrück und der Kirchturm von St. Sylvester

Die Geschichte der Stadt Quakenbrück im niedersächsischen Landkreis Osnabrück umfasst rund 775 Jahre und ist eng verbunden mit dem Artland zwischen Osnabrücker Nordland und Oldenburger Münsterland, dessen geschichtlicher, wirtschaftlicher und kultureller Mittelpunkt sie über die Jahrhunderte war und dessen Verwaltungssitz sie heute ist.
Die 1235 erstmals urkundlich erwähnte ehemalige Burgmann- und Hansestadt grenzt unmittelbar an die Landkreise Cloppenburg und Vechta und diente in früheren Zeiten dem Bistum Osnabrück als Sicherung nach Norden. Burgmannen verteidigten mit ihren Burgmannshöfen die ehemalige bischöfliche Landesburg an der Hase.

## Namensherkunft
Es gibt verschiedene Deutungen des eigenartigen Namens der Stadt, die schriftlich erstmals 1235 als quakenbrugge in Erscheinung trat. Die Auseinandersetzung um den Ursprung des Namens ist noch nicht abgeschlossen. Wenn auch die letzte Silbe als Bezeichnung eines Flussüberganges über die Hase offensichtlich ist, wirft der erste Teil umso mehr Probleme auf.
Eine alte Bezeichnung für Wacholder ist quakeln, und manche Forscher deuten daher den Namen als Brücke bei den Wacholdern. Es ist aber zu bezweifeln, dass es im früheren Sumpfgebiet der Hase um Quakenbrück jemals Wacholder gegeben hat, der sich auch heute dort nicht wild findet. Auch wird das altniederländische kwak für Steg in die Überlegungen einbezogen. Die meisten Forscher stimmen allerdings Rothert zu, der schrieb:
„Der Name Quakenbrück, wie der der Chauken, ist zurückzuführen auf ein Wort, das dem angelsächsischen cvacian (zittern) entspricht (vgl. Quäker, der Zitterer). Im Englischen gibt es davon ein quagmire, im Jütischen ein kvag, die beide Bebemoor bedeuten. Die Chauken wohnten im Bebelande an der Küste, und Quakenbrück bedeutet die Brücke über dem schwankenden Stege oder wohl richtiger die Brücke über das bebende Sumpfgelände.“
Mit Kaulquappen oder dem Frosch, der in neuerer Zeit – aus Marketinggründen – zum Wahrzeichen der Stadt gemacht wurde, hat der Name jedenfalls nichts zu tun.

## Anfänge und Stadtgründung

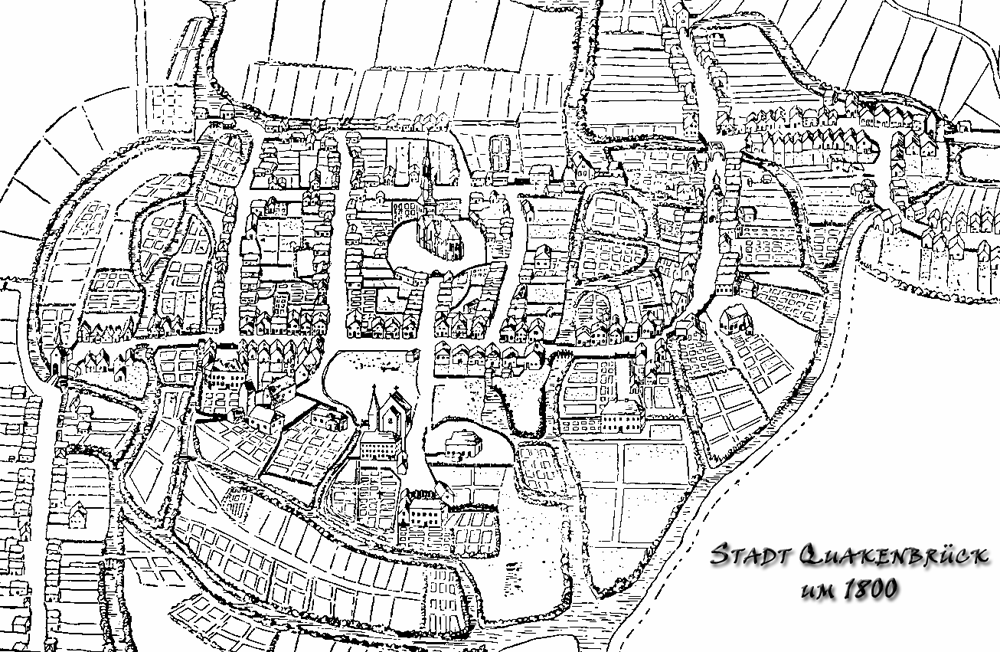
Quakenbrück um 1800

Die Anfänge der Siedlung vermutet der Historiker Hermann Rothert in einem wehrhaften bischöflichen Meierhof, der einen wichtigen Straßenübergang an einer geographisch markanten Stelle über die Hase absicherte (schon der Ortsname weist in seinem zweiten Teil – brück, ursprünglich brugge – auf einen Übergang hin).
Die Stadt besitzt keine Gründungsurkunde mehr, ein Stadtbrand hat alle alten Unterlagen vernichtet. Doch im August des Jahres 1235 fertigte Edelherr von Velber, Bischof von Osnabrück und Urkundenschreiber des Bischofs Konrad I. († 1238), auf Pergament einen in 12 Zeilen aufgegliederten lateinischen Text, der in Ausschnitten wie folgt lautet:
„Konrad, durch Gottes Gnade Bischof von Osnabrück entbietet allen Lesern dieser Urkunde seinen aufrichtigen Gruß. Da Wir zu Ehren des Hauses Gottes die Absicht haben, daß seine Verehrung zunehme und die Christen sich zur Entgegennahme der Gnaden- und Heilsmittel mehren, haben Wir zu Ehren der seligen und glorreichen immerwährenden Jungfrau Maria in Quakenbrück eine Basilika gebaut … und in dieser nach den kanonischen Vorschriften lebende Kanoniker angesetzt und die Mühlen des Ortes, die Wir auf unsere Kosten errichteten, den dort dienenden Kanonikern zu ihrem Unterhalt übertragen.“
Diese zur Gründung des Quakenbrücker Stifts erlassene urkundliche Bestätigung ist nicht nur Zeugnis der erstmaligen Erwähnung des Kanonikerstifts, sondern auch Quakenbrücks als des Ortes, wo es gegründet wurde. Sie erwähnt ihn als villa, also Bauerschaft beziehungsweise Dorf. Der Originaltext lautet: … et molendina eiusdem ville, que nostris sumptibus edificavimus (… und die Mühlen des Ortes, die wir auf unsere Kosten errichteten). Von einem bischöflichen Vorwerk in oder neben der dörflichen Siedlung ist keine Rede, so dass davon ausgegangen werden kann, dass Vorwerk und Dorf bereits miteinander verschmolzen waren, das Dorf also geraume Zeit vor dem Stift gegründet wurde. Diese Gründung wurde 1236 von Papst Gregor IX. in einer Urkunde bestätigt, in der auch der zum Kapitel gehörende Ort als Bauerschaft (villa) erwähnt wurde. 1257 wurde Quakenbrück in einem anderen Dokument als oppidum bezeichnet.
Die Gründung dieses Stiftskapitels durch eine Korporation Geistlicher, die nach augustinischen Regeln lebten, war ein Akt planmäßiger Kirchenpolitik, die von militärischen Interessen begleitet war, ging es in dem Grenzgebiet um Quakenbrück doch um die Landeshoheit und um eine Grenzbildung im Nordwesten des Osnabrücker Raums. Es war wohl die Absicht des Bischofs, Quakenbrück als nördlichstes Bollwerk seines Bistums gegen die Grafen von Tecklenburg, Ravensberg und Oldenburg zu bilden. Für die weitere Sicherung des Osnabrücker Herrschaftsgebiets entstanden rund 20 Kilometer südlich von Quakenbrück bei Schwagstorf die Ettenfelder Landwehr und gut 10 Kilometer südöstlich bei Grönloh die Bünner Landwehr. Knapp 20 Kilometer südwestlich bei Bippen zog sich eine natürliche Grenze bis hinauf zum Hahnenmoor.
Die erste Urkunde, die im Stadtarchiv Quakenbrück erhalten blieb, datiert vom 24. Januar 1353 und ist ein Schutzbrief des Osnabrücker Bischofs Johan Hoet für die Bürgerschaft von Quakenbrück. Aus der Urkunde spricht Mitleid für die Opfer eines Brandes, der vermutlich Ende 1352 ausgebrochen war. In einem anderen Brief vom 1. Oktober 1383 – also 30 Jahre später – garantierte der Landesherr, Bischof Dietrich von Horne (1377–1402), den Wiederaufbau der abgebrannten Stadt, bekräftigte seinen Schutz und dehnte diesen ausdrücklich auf die Vorstädte aus, die damals also auch bereits vorhanden gewesen sein mussten. Ob es sich um zwei Brände in einem Zeitraum von 30 Jahren gehandelt hat oder ob es in beiden Schriftstücken um dasselbe Unglück ging, konnte trotz 1984 vorgenommener Grabungen nicht abschließend festgestellt werden.
Im Verlauf des 14. Jahrhunderts entwickelte sich der Ort zu einer Stadt, deren Rechte nach dem Muster des Osnabrücker Stadtrechts festgelegt wurden und damit das Bürgertum stärkten. Die Stadtbuchchronik Quakenbrücks beginnt 1462, verfasst vom Chronisten Johannes Dene von Hamelen, bezeugt vom nachfolgenden Chronisten Vicar Hinrik van Glandorpe um 1470, der die Stadtbuchchronik fortsetzte. Johannes Dene von Hamelen erscheint in Urkunden von 1474, 1492, 1510 und 1535 als Notar und Stadtschreiber.

## Burg, Burgmannen und Burgmannshöfe
1276 hatte das Stiftskapitel Quakenbrück vorläufig verlassen; als Gründe werden geringe Einkünfte und vor allem das Anwachsen der Burgmannschaft angenommen. Die erste urkundliche Erwähnung einer Burg in Quakenbrück stammt von 1279, es kann aber angenommen werden, dass sie gleichzeitig mit der Stiftsgründung oder sogar schon vorher errichtet wurde.
Die Burg lag auf einer natürlichen Anhöhe zwischen der Kleinen Hase und der Großen Mühlenhase, welche damals die beiden Hauptarme des Flusses bildeten.
Die Verteidigung der Burg hatte der Bischof Burgmannen übertragen, die 1248 erstmals urkundlich genannt wurden und deren Höfe innerhalb der Stadt lagen. Befehlshaber war ein Drost als bischöflicher Beamter, 1279 bestand die Burgmannschaft aus 13 Rittern, angeführt von Helenbert von der Horst und seinen fünf Knappen. Sie führten ein Siegel mit einer Burg in gotischer Architekturform, 1279 traten sie dem Bündnis der Osnabrücker Dienstmannen und Schöffen bei. Ab dem frühen 13. Jahrhundert wurde der Codex Quakenbrugensis entwickelt und in seiner Fassung von 1230 von Eike von Repgow verfasst. Der Codex stellt ein Lehrbuch des Landrechts als glossierter Quakenbrücker Spiegel der Sachsen dar, ein Rechtsbuch, in dem die Rechte und Pflichten der Burgmannen festgelegt sind. Er griff auf das sächsische Landrecht zurück, wobei ihm aber das Lehnsrecht fehlt. Er ist in dem Exemplar von 1422 im Quakenbrücker Stadtarchiv erhalten, das 1507 dem Rat und den Burgmannen von dem Osnabrücker Domvikar Hinrich Meppis übergeben wurde. Nach diesem Codex hatten die Burgmannen die Pflicht, auf der Burg zu wohnen, sie für ihren Herrn zu verteidigen und Urteil nach Burgrecht zu fällen. Dafür erhielten sie ein Burglehen, das aus Kapital, Rente oder Grundbesitz bestand, ferner aus einem Grundstück in der Nähe der Burg zur Errichtung eines befestigten Burgmannshofes als Wohnhaus. Diese Burgmannshöfe waren strategisch so gelegen, dass sie an den gefährdetsten Stellen der Befestigung eine Sicherung übernehmen konnten.
Ab Ende des 13. Jahrhunderts verbanden sich die Burgmannen zu einer Rechtsgenossenschaft und entzogen Burg und Ort der unmittelbaren landesherrlichen Führung. Nachdem 1397 ein Feldzug gegen die feindliche Feste Cloppenburg stattgefunden hatte und sich die Front nach Südwesten verlagerte, verlor die Burg an Bedeutung. In der Folgezeit wurde die Verteidigung des Osnabrücker Landes zunehmend von der Burg Fürstenau übernommen. Mit dem Aufblühen der Bürgerschaft im 15. und 16. Jahrhundert und dem Wegfall der Verteidigungserfordernis ging die Bedeutung der Burgmannen beständig zurück. Gleichwohl waren zu Beginn des 15. Jahrhunderts die Quakenbrücker Burgmannen auf 38 angewachsen. Die Burgmannschaft blieb dem Namen nach noch bis zum Beginn des 19. Jahrhunderts bestehen, bildete aber nur noch einen Teil der Osnabrücker Ritterschaft; die Zugehörigkeit war abhängig vom Besitz eines Burgmannshofes.
Quakenbrück entwickelte sich zwischen den Polen kirchenpolitischer und militärischer Interessen zu einer Bürgerstadt mit großem Marktplatz, der den Turnierplatz der Burgmannen verdrängte und zu einem Mittelpunkt des Handels wurde. Es entstanden Handwerkervereinigungen und es wurden Handelsbeziehungen zur weiteren Umgebung geknüpft; Quakenbrück wurde Mittelpunkt des Speditionshandels zwischen Binnenland und Küste. Hatten zunächst allein die Burgmannen die Rechtsprechung ausgeübt, war seit 1469 auch die Bürgerschaft im Rat vertreten. Burgmannen und Stadt führten ab dieser Zeit dasselbe Siegel. Ab 1492 bildeten vier Burgmannen und vier Bürger den Rat, der ab dem späten 16. Jahrhundert nur noch aus sechs Bürgern bestand.
Die Schleifung der Burg muss Ende des 15. oder Anfang des 16. Jahrhunderts stattgefunden haben. Heute ist von der Anlage nichts mehr zu sehen. Ein später an die Stelle der Burg getretener Burgmannshof musste 1970 einem Neubau weichen. Die Erhebung direkt hinter der Marienkirche ist indes noch deutlich zu erkennen.

### Beschreibung der Burg
Die Hauptburg bestand aus einem fast quadratischen Areal von 60 × 65 m Größe, das von einem ca. 15 m breiten Graben mit vorgelagertem Wall umgeben und eventuell leicht aufgehöht war. Bei archäologischen Untersuchungen entdeckte Pfostenlöcher am Rand der Innenfläche können von einer Palisadenbefestigung stammen. Das Hauptgebäude der Burg war aus Fachwerk errichtet und ist durch einen Brand zerstört worden. Das daraufhin errichtete Steingebäude wurde gegenüber dem Vorgängerbau nach Südwesten in den Bereich der heutigen Burgstraße verlagert. Von der übrigen Burgfläche war es durch einen 5 m breiten und 3,6 m tiefen Spitzgraben abgetrennt. Bei den archäologischen Untersuchungen kam ein dendrochronologisch auf das Jahr 1317 datierter Kastenbrunnen zutage.

## Die Reformation in Quakenbrück

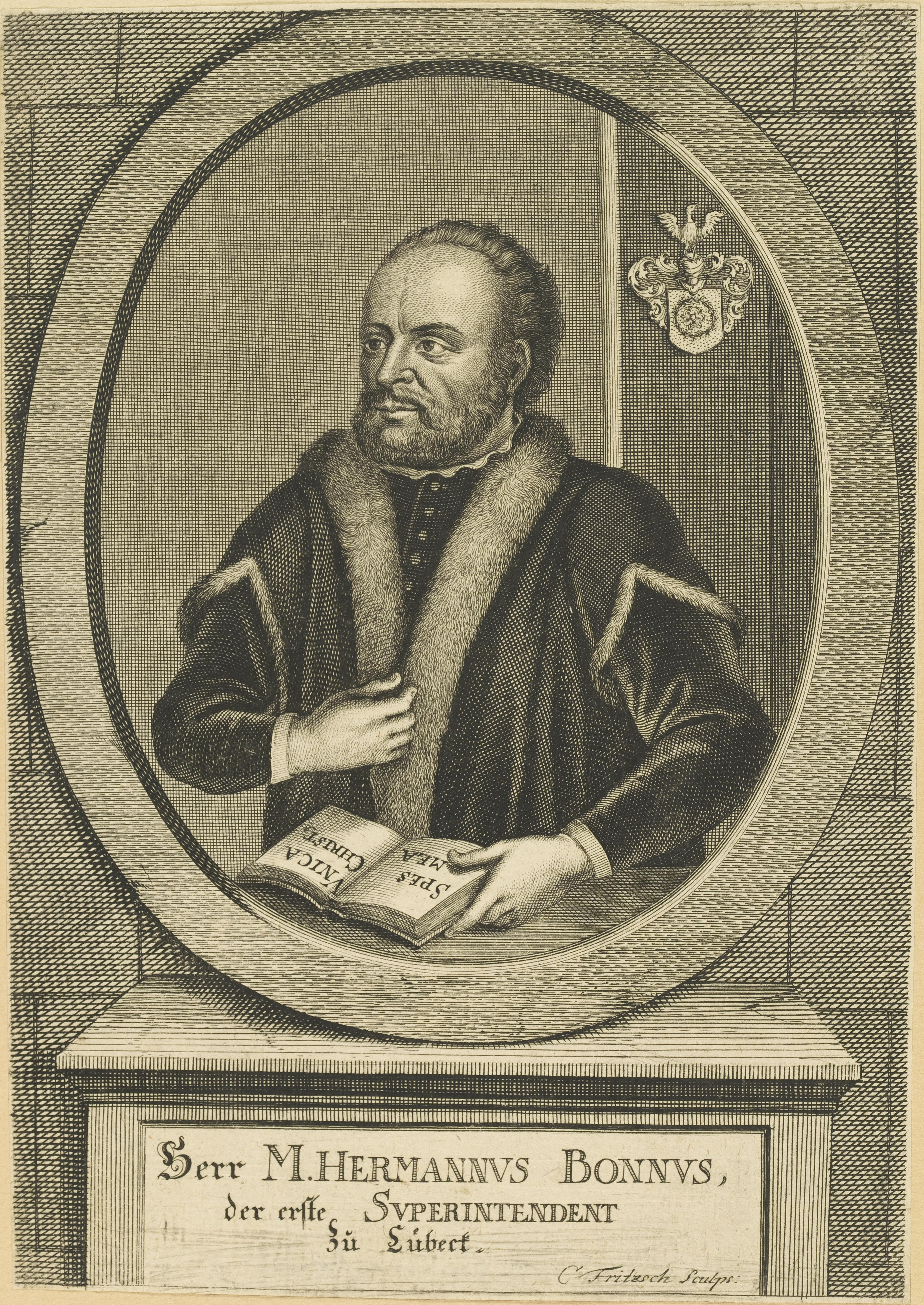
Hermann Bonnus

Die Reformation bildete eine der wichtigsten Zäsuren der deutschen Geschichte und hat auch Quakenbrück zutiefst verändert und geprägt. Auch wenn Martin Luther als theologischem Urheber der Reformation eine überragende Bedeutung zukam, konnte sie sich doch nur deswegen so schnell durchsetzen, weil Männer wie der 1504 in Quakenbrück geborene Hermann Bonnus als Multiplikatoren wirkten. Bonnus war es auch, der die kirchliche Entwicklung nicht nur im Bistum Osnabrück, sondern in ganz Norddeutschland mitbestimmte.
Bischof Franz von Waldeck erhoffte sich von einer konfessionellen Umgestaltung seines Hochstifts sowohl eine Stärkung seiner bischöflichen Macht gegenüber dem Osnabrücker Domkapitel als auch die Sicherung des territorialen Bestands gegenüber den Säkularisierungsbestrebungen der evangelischen Fürsten. So stattete er Magister Hermannus Bonnus mit einer Vollmacht vom 12. Mai 1543 aus, in der er das St.-Sylvester-Kapitel, die Burgmannen und den Rat von Quakenbrück aufforderte, den von ihm mit der Erstellung und Durchsetzung einer „gliknütige Christliche Kerkenordnunge und Reformation“ beauftragten Bonnus gutwillig anzunehmen und seinen Anordnungen zu folgen, „biss und so lange eine gemeine Christliche Reformation gemaket und upgerichtet werde“. Bonnus' erste Predigt fand am 20. Mai 1543 in der St.-Sylvester-Kirche statt. Er stieß auf keinen Widerstand, denn ein Teil der Bevölkerung hatte sich schon der evangelischen Seite zugewandt oder stand ihr neutral gegenüber, die Stiftskirche konnte somit problemlos in eine evangelische Kirche umgewandelt werden.

„Bis auf ein paar Ausnahmen traten die Kanoniker in der Folgezeit ebenfalls zur evangelischen Religion über. Bonnus selbst stand mit seiner Heimatstadt in ständiger Verbindung und freute sich darüber, daß sich die evangelische Konfession hier schon sehr ausgebreitet hatte. Dies war sicher ein Grund dafür, daß er bereits im Jahre 1536 sein Handexemplar der niederdeutschen Bibel der Kirche seiner Geburtsstadt schenkte. Diese ist unter der Bezeichnung ‚Bonnus-Bibel‘ bekannt.“

In Quakenbrück, das 1544 Mitglied der Hanse und zu einer wohlhabenden kleinen Bürgerstadt geworden war, begann ein Wechsel der Konfessionen über hundert Jahre. Es entwickelte sich im Artland und in der Stadt Quakenbrück eine evangelische Diaspora, die von Gebieten mit überwiegend katholischer Bevölkerung umgeben war. Begleitet ist die Zeit von verschiedenen Katastrophen: 1565 brannten 32 Häuser in der Großen Mühlenstraße ab, 1576/78 flammte die Pest erneut auf, die bereits 1522 in Quakenbrück gewütet und einen Großteil der Bevölkerung dahingerafft hatte. Dieses Mal starben in 110 Häusern 710 Menschen, allein 70 in der Großen Mühlenstraße.

## Dreißigjähriger Krieg
1623 begann mit dem Einzug einer Katholischen Liga „mit grotem Schrecken und Ungestümlichkeit“ auch in Quakenbrück der Dreißigjährige Krieg und läutete eine Phase ein, in der die Stadt unter wechselnder Besatzung verschiedener kriegsführender Parteien zu leiden hatte. 1627 stellte Tilly, der Oberfeldherr der Katholischen Liga, Quakenbrück einen Schutzbrief aus, der aber kaum Wirkung zeigte. Ein Jahr später wurde ein 225 Mann starkes Schutzheer einquartiert, später ein schwedisches Heer.
1628 begann in Quakenbrück die Gegenreformation. Die evangelischen Geistlichen wurden aus der Stadt gejagt; in der Stadt dominierte aufgrund des Verbots der evangelischen Religion wieder das katholische Glaubensbekenntnis. Die Sylvesterkirche wurde den Lutheranern zuerkannt.
1635 wurde die schwedische Kompanie von den kaiserlichen Soldaten der katholischen Liga überfallen und die Stadt von Soldaten beider Parteien geplündert. Als letzte Schutzmaßnahme blieb der Stadt nur, die Brücken über die Hase zu zerstören und eine Bittschrift nach Osnabrück zu senden, mit der sie ersuchte,
„...diese arme ganz ausgemergelte Gemeinde mit den Augen der Barmherzigkeit anzusehen, damit doch ein geringer Teil dieses Städtleins das trockne Brod behalten möge.“

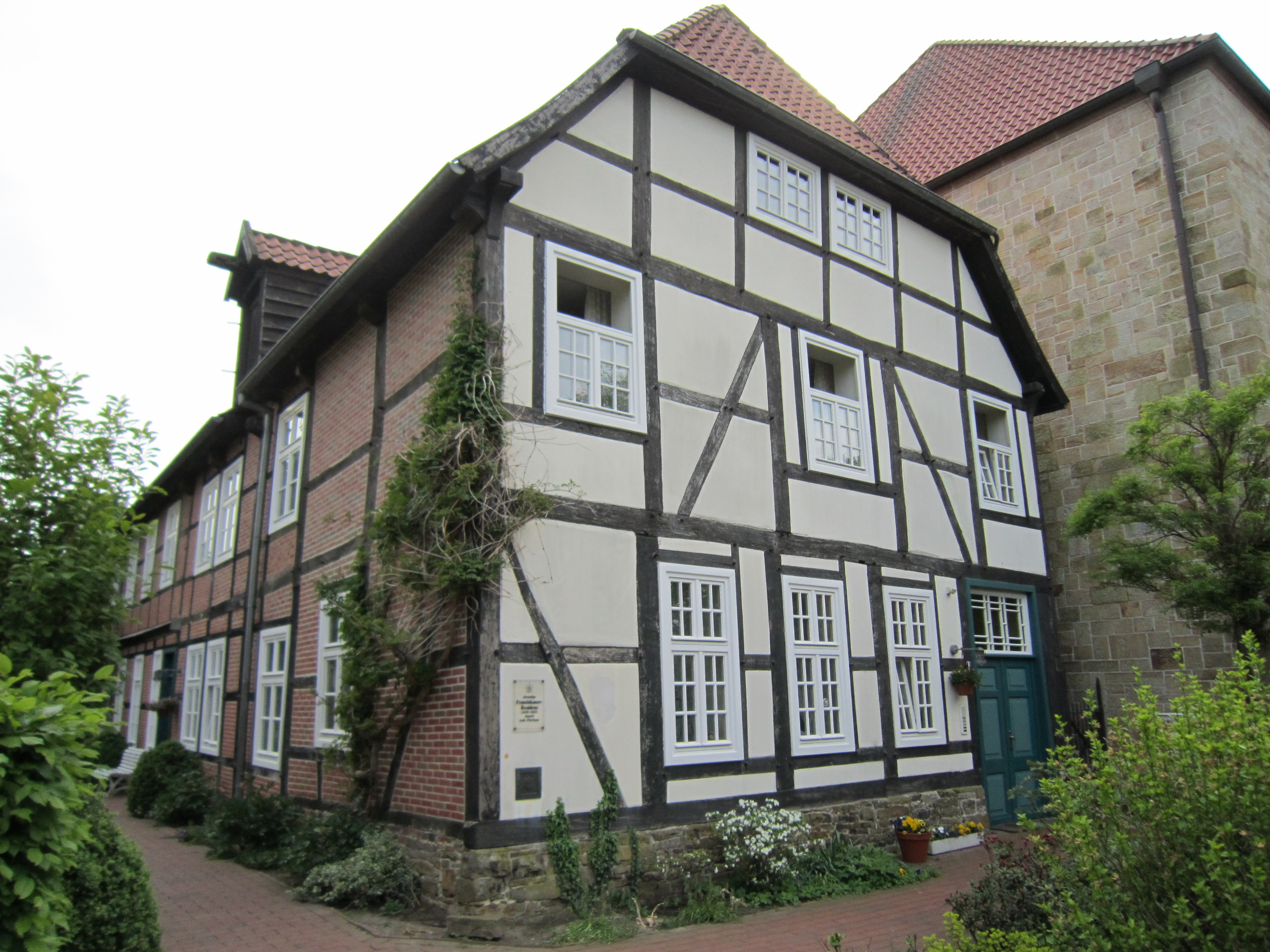
Ehemalige Franziskanerresidenz hinter der Marienkirche

1647 wurde der Dechant des Dekanats Vörden, Vitus Büscher, unter Zustimmung der Schweden beauftragt, den evangelischen Glauben in der Region zu festigen. Er ließ sich in Quakenbrück nieder und baute sich ein Haus an der Hohen Pforte (das 1925 abbrannte). Der katholische Bischof Franz Wilhelm von Wartenberg, Landesherr in Osnabrück, beauftragte 1650 den Franziskanerorden, sich in Quakenbrück niederzulassen und die Seelsorge (cura animarum) der wenigen verbliebenen Katholiken zu übernehmen.
Erst 1651 endete durch das Nachspiel der Einquartierungen auch für Quakenbrück der Dreißigjährige Krieg. Nach der im selben Jahr verabschiedeten Capitulatio perpetua Osnabrugensis (Immerwährende Kapitulation) wurden die Güter des Stiftskapitels unter den beiden Konfessionen aufgeteilt. Der katholischen Seite fielen unter anderem das ehemalige Dekanats- und das Vikariatshaus samt Grundstück zu, die aber von der evangelischen Seite für 762 Reichstaler zurückgekauft wurden. Die katholische Pfarrgemeinde verwendete diesen Verkaufserlös für den Kauf eines Kirchengrundstücks; am 3. Mai 1651 kaufte der Orden für 1500 Reichstaler von dem Quakenbrücker Bürger Albert Leuning ein zwischen Marktplatz und ehemaliger Burg gelegenes Grundstück samt darauf befindlicher Ruine eines ehemaligen Burgmannshofes mit dazugehörigem Wehrturm. 1652 legte Bischof Franz Wilhelm von Wartenberg den Grundstein zur neuen Marienkirche am Markt, die nach den Plänen des Franziskanerpaters Gerardus und unter Weiterverwendung der bestehenden Gebäude erstellt wurde. Die Fertigstellung der Kirche zog sich bis 1696 hin. Erst im 20. Jahrhundert, unter anderem durch den Zuzug von Umsiedlern, konnte sich die katholische Gemeinde vergrößern.

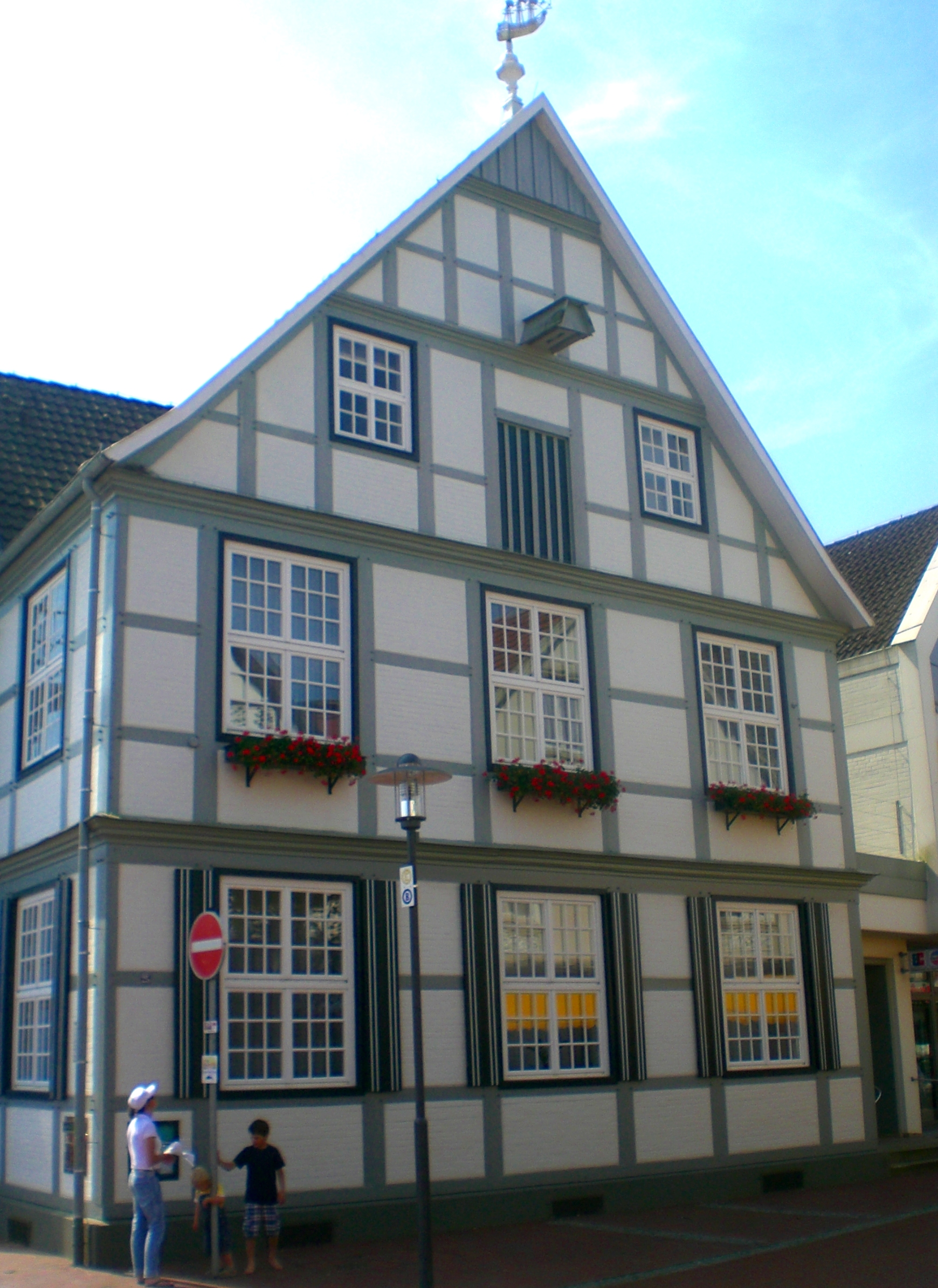
Das Schröderhaus am Markt (heute OLB-Zweigstelle)

Ende des 17. Jahrhunderts blühte die Stadt wieder auf; 1667 hatten sich 44 Wullner (Tuchmacher) um die beiden städtischen Mühlen mit ihren Walkmühlen und ihrer Leinenlegge niedergelassen, 1750 gründete sich das Handelshaus Schröder am Markt, das sich zum Stammhaus des sich in aller Welt verbreitenden Kaufmannsgeschlechts entwickelte. 1769 galt Quakenbrück mit seinen 10 Zinngießereien als Zentrum der Zinnverarbeitung im westlichen Niedersachsen; der Begriff „Quakenbrücker Krug“ hat sich in der Fachwelt durchgesetzt.

## Napoleonische Zeit
1795 wurde Quakenbrück von englischen Truppen besetzt, die fünf Jahre blieben. Die Napoleonische Zeit begann. 1806 zogen nach der Abtretung Hannovers an Preußen preußische Truppen ein und machten Quakenbrück zur Garnisonsstadt. 1807 wurde Quakenbrück dem Königreich Westphalen zugeschlagen. 1808 kam das Ende als Burgmannstadt: Die eigene Verfassung, die jahrhundertelang in Quakenbrück gegolten hatte, wurde von Landesgesetzen abgelöst, die von einem aus zehn Mitgliedern bestehenden Munizipalrat (einem Vorläufer von Stadt- beziehungsweise Gemeinderat) durchgesetzt wurden.
Der Ausbau des Kontinentalsystems wurde in den folgenden Jahren zum Hauptinhalt von Napoleons Außenpolitik. Die Verhängung der Kontinentalsperre, die den Handel der britischen Inseln mit dem Festland unterbinden sollte, rief in Europa einen ausgiebigen Schmuggel ins Leben. Auch Quakenbrück entwickelte sich zu einem Zentrum der Schmuggelei. Die Engländer betrieben ihren Schleichhandel unter anderem von Helgoland aus nach Hamburg, als Napoleon, um die Küste Norddeutschlands besser kontrollieren zu können, gegen Ende 1810 die Hansestädte, das Königreich Westphalen, das Herzogtum Oldenburg und die Herrschaft Ravenstein seinem Reich einverleibte, wurde Quakenbrück Verwaltungssitz einer Unterpräfektur, blieb aber auch jetzt weiter Grenzstadt, was den Warenschmuggel noch förderte. Auch die Waren aus der Stadt und die landwirtschaftlichen Produkte der Umgebung wurden zu begehrten Schmuggel- und Tauschobjekten.
Die Unterpräfektur (Arrondissement), dessen Verwaltungssitz Quakenbrück von 1811 bis 1814 war, wurde aufgrund des Organisationsdekrets für das Oberems-Departement vom 4. Juli 1811 gebildet und umfasste die Kantone Ankum, Cloppenburg, Friesoythe, Löningen, Vechta, Vörden und Wildeshausen mit 56 Bürgermeistereien (Mairie), ein Gebiet mit rund 100.000 Einwohnern. Ein höherer Gerichtshof (Tribunal d'Arrondissement) wurde errichtet. 1813 zeichnete sich die Niederlage Napoleons ab. Nach der Völkerschlacht bei Leipzig übernahm Hannover wieder die Herrschaft. Quakenbrück erhielt eine neue Stadtverfassung und einen ersten Bürgermeister, den Kaufmann Anton Schröder.

## Industrialisierung

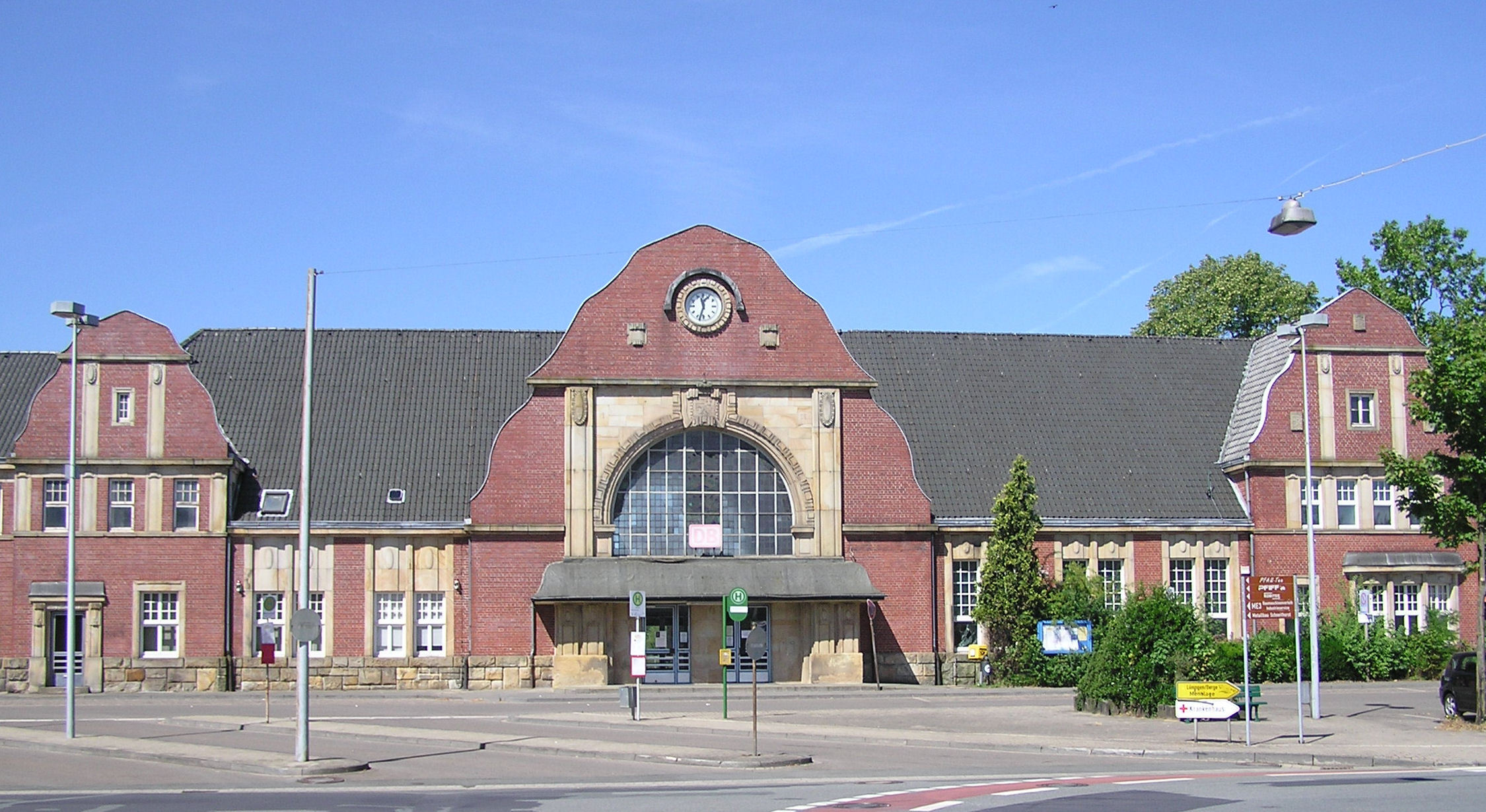
Hauptbahnhof Quakenbrück

Im 19. Jahrhundert gab es in Quakenbrück Gewerbe der Färberei und Gerberei sowie Bürsten-, Kattun- und Silberwarenfabrikation.
Am 15. Oktober 1875 war die Eisenbahnstrecke von Oldenburg über Quakenbrück nach Osnabrück eröffnet worden. Die Idee zum Bau dieser Linie hatte der Oldenburger Baurat Lasius, der 1849 eine Linienführung über Damme vorschlug, die sich letztlich als zu schwierig zu realisieren herausstellte. Bei der damaligen Kleinstaaterei war es nicht einfach, die Interessen untereinander abzustimmen, so dass es Jahre intensiver Bemühungen bedurfte, bis die Linienführung festgelegt und die Oldenburgische Staatsbahn genehmigt wurde. Mit dem Bau wurde im Juni 1873 in der Nähe von Oldenburg begonnen, die Arbeiten gingen so rasch voran, dass ein erstes Befahren der Strecke bis Quakenbrück bereits im April 1875 möglich war.
Ein Bahnhofsgebäude gab es in Quakenbrück zunächst nicht; die Fahrkarten wurden vor dem Haus des Gastwirts Imbusch (dem späteren Gasthof Gösling) auf der Hengelage ausgegeben, bis Ende 1875 ein langgestreckter Schuppen erstellt war, der 1910 durch das endgültige Bahnhofsgebäude abgelöst wurde. Zur Unterscheidung vom Bahnhof der früheren Kleinbahn Lingen–Berge–Quakenbrück wurde er Hauptbahnhof genannt.
Gebäude und Bahnhofsgelände wurden 2007 von der Stadt Quakenbrück angekauft, um die erforderlichen Renovierungsarbeiten und eine sinnvolle Nutzung des seit längerem leerstehenden ehemaligen Güterbahnhofs, wahrscheinlich als Kulturzentrum, sicherzustellen. Mit ersten Renovierungsarbeiten wurde 2008 begonnen.

## Weltkriege und Nationalsozialismus
Der Erste Weltkrieg wirkte sich auf die Stadt nicht unmittelbar aus, doch stehen die Namen von 168 Gefallenen an dem 1930 errichteten Ehrenhain auf halber Strecke vom Stadtbereich zum Schützenhof. Ein weiteres Erinnerungsstück ist der Eiserne Burgmann, den Clemens Freiherr von Schorlemer-Lieser der Stadt Quakenbrück am 29. Mai 1916 schenkte und dessen Nagelung Geldspenden für die Kriegslasten aufbringen sollte. Die im Sitzungssaal des Quakenbrücker Rathauses stehende Statue ist aus französischer Pappel gefertigt und stellt einen Burgmann aus dem 13./14. Jahrhundert in Kettenrüstung mit Schild und Schwert dar. Sie wurde von zwei Soldaten aus von Schorlemers Bataillon, geschaffen.

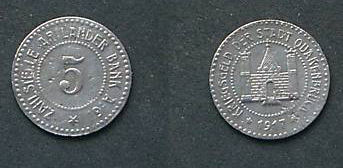
5-Pfennig-Münze von 1917

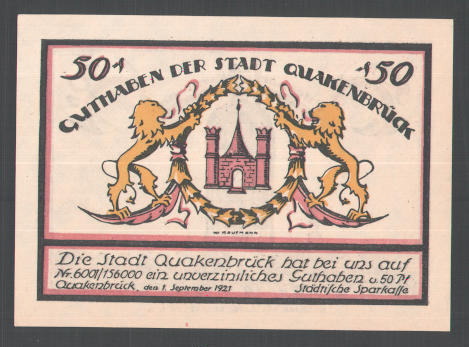
Notgeld von 1921

Von der Artländer Bank (die später in der Kreissparkasse aufging) wurden 1917 vier Nickelmünzen mit der Aufschrift „Kriegsnotgeld der Stadt Quakenbrück“ herausgegeben. Auch die Inflationszeit als Folge des verlorenen Kriegs machte sich in der Stadt bemerkbar. 1921 gab Quakenbrück Notgeldscheine heraus.
In den „Goldenen Zwanzigern“ konnte sich die Stadt vorübergehend wirtschaftlich wieder erholen. 1928 richtete der Artländer Verein für Luftfahrt einen Flugplatz auf dem Merschland in der späteren Neustadt (die noch in Publikationen von 1993 als Ortsteil Merschland bezeichnet wird) ein und veranstaltete Flugtage, die überregionales Interesse hervorriefen, zogen sie doch bekannte Persönlichkeiten wie zum Beispiel Gerhard Fieseler an.
Bereits in den 1920er Jahren war im Südwesten, außerhalb der damaligen Stadtgrenzen, ein Flughafen für den zivilen Luftverkehr eingerichtet worden, der zunächst als Notlandeplatz fungierte und ab 1928 durch den „Artländer Verein für Luftfahrt“ zu einem regulären Flugplatz mit Flugzeughalle ausgebaut wurde. Die Wahlsiege der NSDAP in den Jahren 1930 und 1932 führten der Partei scharenweise neue Mitglieder zu und hatten einen entsprechenden Ausbau der Organisationsstruktur zur Folge, wobei die NSDAP-Ortsgruppe Quakenbrück von Hermann Alswede geleitet wurde, dem die vier Zellenleiter Wilhelm Bruns, Heinrich Schwarte, Heinrich Kämper und Heinrich Alswede untergeordnet waren.
Nach der Machtergreifung der Nationalsozialisten 1933 wurde im Rahmen der allgemeinen Wiederaufrüstung der Ausbau des Luftfahrtwesens von der Regierung forciert. Noch im selben Jahr folgte die Stationierung einer Kreisfliegerstaffel in Quakenbrück. 1935 begannen die Bauarbeiten zum Ausbau des Flugfelds und zur Errichtung eines Fliegerhorstes, der den Tarnnamen Quadrat trug. Ab 1940 waren Kampfgeschwader stationiert, ausgerüstet mit Bombern der Typen Heinkel He 111 und Junkers Ju 88, im späteren Kriegsverlauf folgten Jagd- und Nachtjagdverbände zur Abwehr der alliierten Bomberflotten.
Besondere Bedeutung erhielt Quakenbrück durch seine große Flugzeugwerft, in der beschädigte Einsatzmaschinen repariert wurden. Anfang 1943 wurde allerdings ein Großteil des Werftbetriebes nach Südfrankreich verlegt. Den Alliierten war der Fliegerhorst bekannt, der wiederholt Ziel von Luftangriffen war. Beim schwersten Angriff am Karsamstag 1944 wurden zahlreiche Gebäude beschädigt oder zerstört. Auch die Quakenbrücker Innenstadt war betroffen. Kurz vor Kriegsende räumte die Luftwaffe den Fliegerhorst. Am 11. April 1945 besetzten britische Truppen den Flugplatz und beendeten den Zweiten Weltkrieg für Quakenbrück.
Die Briten überließen das Gelände polnischen Streitkräften, die bis 1947 stationiert blieben.
1932 war Quakenbrück wieder in eine wirtschaftlich katastrophale Lage zurückgefallen. Es gab 220 Erwerbslose, die Gewerbesteuereinnahmen hatten sich innerhalb von zwei Jahren von 60.000 RM auf 16.000 RM vermindert. Bei den Reichstagswahlen vom 6. November 1932 erreichte die NSDAP 650 Stimmen, die sich bei den Wahlen vom 5. März 1933 auf 1.019 erhöhten, was 36,4 Prozent der Wählerstimmen entsprach. Dies war noch deutlich weniger als ihr reichsweites Ergebnis von 43,9 Prozent, doch waren die Nationalsozialisten damit auch in Quakenbrück die mit Abstand stärkste Partei. Im selben Jahr wurde die Lange Straße, die zentrale Einkaufsstraße der Stadt, in Adolf-Hitler-Straße umbenannt.

Quakenbrück in der Zeit des Nationalsozialismus

Im Juni 1933 waren in Quakenbrück 46 jüdische Einwohner registriert; rechnet man diejenigen hinzu, die in den folgenden Jahren geboren wurden oder zuzogen, beläuft sich die Zahl der Juden, die in der Zeit des Nationalsozialismus in Quakenbrück lebten, auf etwa 60. Ab 1935 kam es auch in Quakenbrück zu einer Zunahme antisemitischer Vorkommnisse. Am städtischen Schwimmbad wurde im August 1935 ein Schild mit der Aufschrift „Juden unerwünscht“ aufgestellt. Auf Anordnung des Regierungspräsidenten von Osnabrück wurde Beamten das Wohnen in Häusern von Juden verboten. Anfang 1936 verpflichteten sich die Beamten und Angestellten der Quakenbrücker Behörden unter dem Vorsitz des Lehrers Meyer, nicht mehr bei Juden zu kaufen. Am 10. November 1938 erteilte der SA-Standartenführer von Cloppenburg dem Sturmbannführer in Quakenbrück den Befehl, die Synagoge niederzubrennen und alle jüdischen Männer zu verhaften. Fünf Quakenbrücker Juden wurden von der SA festgenommen, der Viehhändler Lazarus Cohn als Niederländer jedoch wieder freigelassen. Der Weisung des Landratsamtes, auch alle Männer über 55 Jahre freizulassen, wurde nur insofern gefolgt, dass sie in „Schutzhaft“ genommen und mit den anderen drei Männern am 12. November 1938 in das KZ Buchenwald transportiert wurden. Der Religionslehrer Ernst Beer starb dort – nach offizieller Version – einen Tag nach seiner Einlieferung an einem „Herzkollaps“. Die anderen drei Männer wurden im Dezember beziehungsweise Januar mit der Auflage entlassen, „sich um eine baldige Auswanderung zu bemühen“. Am 23. Mai 1939 gab es in Quakenbrück keine jüdischen Hausbesitzer mehr, bei der Volkszählung vom 17. Mai 1939 wurden in der Stadt noch zehn jüdische Einwohner registriert, die im Verlauf des Jahres alle in das Haus Hasestraße 6 ziehen mussten. Am 12. März 1941 teilte die Stadt mit, dass Quakenbrück „judenfrei“ sei.
Nach dem Zweiten Weltkrieg wurden sechs der in den Novemberpogrom in Quakenbrück verwickelten Personen vor Gericht gestellt. Einer der Angeklagten wurde freigesprochen, fünf wurden zu Freiheitsstrafen zwischen sechs Monaten und zwei Jahren verurteilt.
Nach dem Krieg kehrten drei Quakenbrücker Juden in ihre Heimatstadt zurück. An der Stelle, an der die Synagoge stand, wurde 1983 eine Gedenktafel errichtet.

## Wirtschaftsgeschichte
Die 1235 erstmals erwähnte Existenz von Mühlen weist auf einen Wirtschaftszweig der hochmittelalterlichen Ansiedlung hin. Carl-Hans Hauptmeyer sieht den Ort in seinem Beitrag Wirtschaftsgeschichte Quakenbrücks im 13. bis 16. Jahrhundert als eine landwirtschaftliche Mittelpunktsiedlung des seit 1278 genossenschaftlich organisierten regionalen Adels und einen herrschaftlich gesicherten Ort mit Umschlagsfunktionen für Vieh, Getreide und andere Produkte aus dem unmittelbaren Umland, eine Siedlung, von der auch das ansässige Kanonikerstift profitierte.
Ab der Mitte des 15. Jahrhunderts, gleichzeitig mit der Zurückdrängung der Burgmannen, entwickelte sich kleinstädtisches Wirtschaftsleben in der Stadt.
1435 entstand die Schuhmachergesellschaft, 1443 schlossen sich die tuchverarbeitenden Handwerke zusammen, 1476 die Schneider. Diese Quakenbrücker Gilden entstanden anfänglich aus Männer und Frauen umfassenden religiösen Bruderschaften. So ist bereits seit 1407 die Liebfrauengilde oder seit 1435 die St.-Sylvester-Gilde bekannt, die offensichtlich nur angesehenere Personen im Ort aufnahm und nicht zwangsläufig als Handwerker- oder Händlerkorporation anzusehen ist. 1494 gründete sich die Zunft der Wollweber, deren überörtlicher Handel ab 1488 belegt ist. Ihnen standen eine städtische Walkmühle und etliche Färberplätze zur Verfügung.
Bis in die Gegenwart hat sich ausgewirkt, dass Quakenbrück als Grenzfeste gegründet wurde. Die Trennungslinie zum Oldenburger Land, die bis 1972 gerade einmal 500 Meter vom Marktplatz entfernt verlief, ist durch die Gebietsreform zwar ein Stück weiter nach Norden verschoben worden, aber Jahrhunderte hindurch war sie der Entwicklung der Stadt hinderlich. Hier trafen in altsächsischer Zeit der Vorngau und der Hasegau zusammen, später das Hochstift Osnabrück und das Niederstift Münster und schließlich das Königreich Preußen beziehungsweise die preußische Provinz Hannover und das Großherzogtum Oldenburg.
Bei der Kreisbildung 1885 bemühte sich Quakenbrück um den Kreissitz, aber wegen seiner Randlage wurde das damals 200 Einwohner zählende Dorf Bersenbrück dazu bestimmt, wo später auch Amtsgericht und Berufsschulen zentralisiert wurden. Gleichwohl konnte Quakenbrück viele zentrale Einrichtungen anziehen.

## Goldschmiedekunst
Aus der Zeit des 17. bis 19. Jahrhunderts sind aus Quakenbrück 27 Gold- und Silberschmiede verzeichnet, von denen wiederum Diedrich Bockstöver (1700–1788) der bekannteste ist. Werke aus seiner Hand sind noch heute im Stadtmuseum erhalten und an ihn und seine Frau Helene Adelheid, geborene Hallwassen, erinnern die erhaltenen Grabsteine auf dem Kirchhof der St. Sylvesterkirche.

## Zinngießerei
Ab der zweiten Hälfte des 17. Jahrhunderts lassen sich Quakenbrücker Zinngießer nachweisen. Im 18. Jahrhundert gab es bis zu vier Werkstätten gleichzeitig, was für eine enorme Nachfrage nach Zinngeschirr in dieser Zeit spricht. Zu ihren Produkten zählten unter anderem die Quakenbrücker Krüge, die sich durch einen gebuckelten Deckel mit gegliedertem Stift auszeichnen. In der Regel verblieben die Werkstätten in derselben Familie, daher kommen bestimmte Familiennamen unter den Zinngießermeistern gehäuft vor, so Bahlmann, Schnackenberg, Eckholt oder Hölscher. Am produktivsten war Lubbert Diedrich Bahlmann (1710–1786), dessen Stempel man unzählige Male auf den noch vorhandenen Zinngeräten eingeschlagen findet. Außergewöhnlich häufig belegt ist auch die Marke des Meisters Gerhard Matthias Hölscher (1753–1841). Eine Reihe dieser Exponate ist im Museumsdorf Cloppenburg oder im Stadtmuseum Quakenbrück zu besichtigen. Kurz nach 1850 kam das Zinngießergewerbe in Quakenbrück zum Erliegen, nachdem einige Jahre vorher bereits ein Abwandern der Handwerker in die Dörfer der Umgebung begonnen hatte. Voraussetzung dafür war die Aufhebung des Zunftzwanges während der napoleonischen Herrschaft.

## Land- und Forstwirtschaft

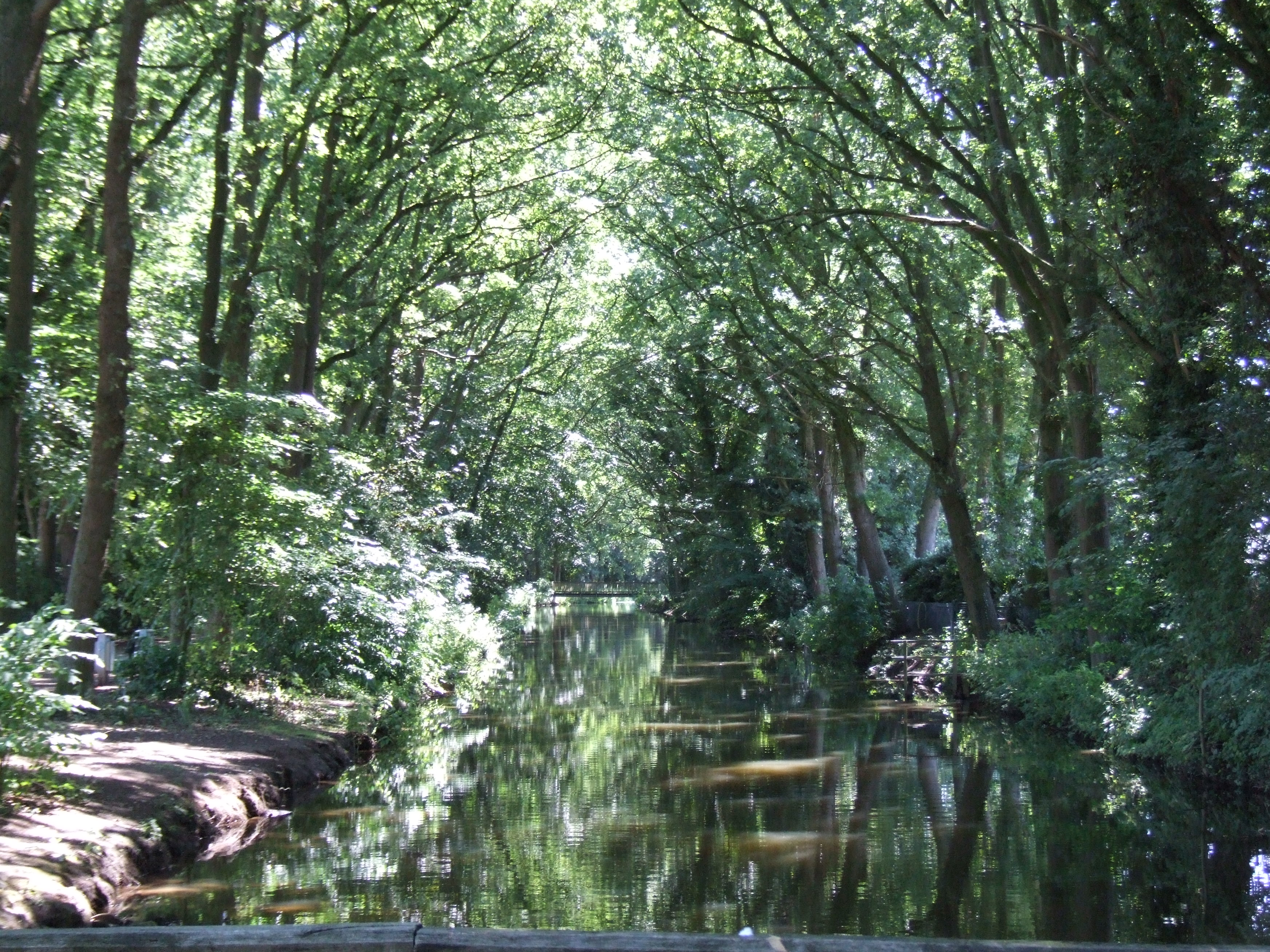
An der Hase hinter dem Stadtpark

Das Gebiet um Quakenbrück schneidet mit einer Ertragsmesszahl (EMZ, Maß für die Bodengüte) von 35–45 besser ab als die Gebiete der unmittelbaren Umgebung. Bei der Region handelt es sich in ihrer Gesamtfläche um verhältnismäßig spät aufgesiedeltes Geest-, Moor- oder Heidegebiet. Die mit geringem Gefälle, aber vielen Flussarmen durchfließende Hase lagerte lange Zeit Mineralstoffe und fruchtbare Schwemmsande aus dem Osnabrücker Bergland ab und sorgte so für gute Böden. Heute hingegen ist man bemüht, Überschwemmungen landwirtschaftlich genutzter Flächen zu vermeiden.
Das Artland ist, wie das gesamte Osnabrücker Land ein Gebiet mit traditionell kleinbäuerlichen Strukturen. Um Quakenbrück wird dabei seit jeher viel Ackerbau betrieben und die ansonsten hohe Viehdichte fällt viel niedriger aus. Auf dem fruchtbaren Ackerboden konnten Hafer, Roggen, Gerste und auch der anspruchsvollere Weizen angebaut werden. Nachdem oft Getreideüberschüsse zu verzeichnen waren, sprach man von der Kornkammer des Hochstifts Osnabrück. Dies führte im Laufe der Jahrhunderte zur Herausbildung einer wohlhabenden bäuerlichen Oberschicht.
2003 bewirtschafteten im Stadtgebiet Quakenbrücks 23 landwirtschaftliche Betriebe eine Nutzfläche von 1269 Hektar, von denen sich zwölf dem Pflanzenfutterbau, sechs dem Ackerbau und zwei dem Gartenbau widmeten. Zwei weitere waren als Veredelungsbetriebe und einer in der Viehhaltung tätig. Sieben Betriebe wurden als Haupterwerbsbetriebe geführt. Insgesamt waren in der Landwirtschaft 74 Personen beschäftigt, 25 davon in Vollzeit. Rund 50 Prozent der bearbeiteten Fläche dient dem Getreideanbau mit dem Schwerpunkt Mais und Futtergetreide für die Schweine- und Geflügelhaltung; circa 35 Prozent sind Grünfläche.
Noch vor 100 Jahren hatte das Gebiet um Quakenbrück einen sehr geringen Baumbestand. Das Stadtgebiet war außerhalb der besiedelten Flächen von verbuschtem Ödland, Feuchtwiesen und Heideflächen umgeben, die Bildung von Wäldern verhinderte Raubbau. Die für das Artland typischen uralten Eichenbäume befanden sich fast ausschließlich auf dem Privatgrund der Höfe. Im Zuge von Flurbereinigungen wurden nach der Bauernbefreiung die meisten gemeinschaftlich genutzten Flächen privatisiert und der Raubbau hörte schlagartig auf. Die neuen Eigentümer werten ihre neuen Grundstücke auf und pflegten planmäßig die Gemeinschaftsflächen. So entstand im Norden der Stadt Quakenbrücks rund 140 Hektar großer Stadtwald, der 2008 mit einer Anpflanzung von 1300 neuen Eichen um 0,5 Hektar vergrößert und mit dem Heiratswald verbunden wurde. Heutzutage sind auch der Stadtpark und die Haseufer reich an Mischbaumbestand vorwiegend aus Eichen und Birken.

## Schulstadt
Quakenbrück wird gerne als Schulstadt bezeichnet, verfügt sie doch über eines der ältesten norddeutschen Gymnasien, das Artland-Gymnasium, das seine Existenz auf eine Lateinschule von 1354 zurückführt. Drei Grundschulen, eine Haupt- und Realschule (Oberschule Artland), eine Förderschule (die 1966 als Sonderschule für Lernbehinderte gegründete Hasetalschule), die Berufsfachschule Wirtschaft und Verwaltung des Landkreises Osnabrück sowie Fachschulen für Heilerziehungspflege, Podologie, Diabetologie und Physiotherapie, eine Krankenpflegeschule und die Volkshochschule vervollständigen das Bildungsangebot. Geplant ist die Einrichtung einer Außenstelle des Bachelor-Studiengangs Pflege der Hochschule Osnabrück. Weiterhin finden sich noch die Kreismusikschule Osnabrück, die Musikschule der Burgmannskapelle Quakenbrück e.V., eine private Sprachschule und mehrere Nachhilfeschulen am Ort.
Bislang konnte nicht abschließend geklärt werden, wann die erste höhere Lehranstalt in Quakenbrück entstand. Sicher ist, dass 1354 ein rector scolarum in Quakenbr. (Schuldirektor in Quakenbrück) urkundlich erwähnt wird. Die Chronisten sind sich einig, dass es sich dabei um eine Einrichtung des Stiftskapitels St. Sylvester handelte, die ursprünglich für den geistlichen Nachwuchs ausbildete. Spätestens seit 1507 muss sich die Stadt beteiligt haben, was aus einer Reihe von Rechnungen hervorgeht. Bis zum Jahr 1893 war die Schule in einem Anbau an die St.-Sylvester-Kirche untergebracht.
1647 gestaltete der Dechant Vitus Büscher das Schulwesen neu. Die alte Lateinschule wurde mit der evangelischen Volksschule verbunden, daneben blieb eine katholische Schule bestehen. Als im Lauf des 19. Jahrhunderts das Monopol des Lateinunterrichts fiel, beantragte der Quakenbrücker Magistrat die Umwandlung in ein Progymnasium, das 1832 mit drei Lehrern, drei Klassen und 40 Schülern seinen Betrieb aufnahm, dessen Schülerzahl sich allerdings stetig verringerte, bis die Stadt die Entwicklung über die „berechtigte höhere Bürgerschule“ zum Realgymnasium vorantrieb und steigende Schülerzahlen erreichte. 1874 zog die Schule in einen Neubau an der Großen Mühlenstraße um, der in der Folgezeit mehrfach erweitert und umgebaut wurde. 1964 war abermals ein Neubau notwendig, nachdem die Schülerzahl auf 550 angestiegen war. Die Einweihung des neuen, auf rund 700 Schüler ausgerichteten Schulkomplexes, erfolgte am 20. Januar 1967; die Festansprache hielt der aus Quakenbrück stammende damalige Minister für Wirtschaft und Verkehr, Karl Möller.

## Neuere Geschichte

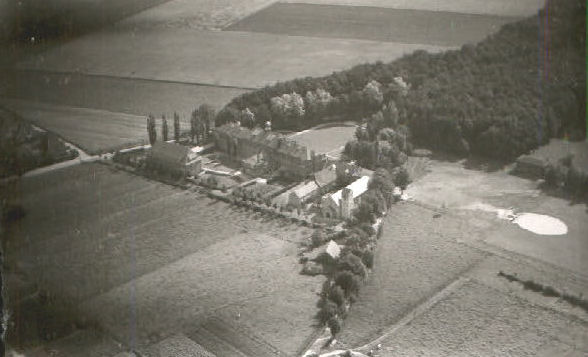
"Das ist nicht das Gut Vehr bei Quakenbrück!"

Seit der Gebietsreform 1972 bildet Quakenbrück mit den Gemeinden Badbergen, Menslage und Nortrup die Samtgemeinde Artland. Weiterhin wurden die Hengelage und das Gebiet von Gut Vehr eingemeindet.
Am 1. Juli 1972 wurden Gebietsteile der Nachbargemeinde Essen (Oldenburg) mit damals deutlich mehr als 1000 Einwohnern (Hengelage) eingegliedert.
Mit dem Aufstieg der Artland Dragons in die Basketball-Bundesliga 2003 und den anschließenden sportlichen Erfolgen, wie der Qualifikation für den Eurocup ab 2006/07, gefolgt von einem Erreichen des Achtelfinales sowie der Playoff-Teilnahme in der Bundesliga und dem Gewinn des Deutschen Pokals 2008, gewann Quakenbrück zeitweise überregionale Aufmerksamkeit.

## Trivia
Wilhelm Raabe schreibt in seiner Erzählung Frau Salome, als er einen Protagonisten, den Herrn Justizrat Scholten vorstellt:
„Es kann nicht jedermann aus Quakenbrück im Fürstentum Osnabrück sein, doch des Justizrats Wiege hatte wirklich hier gestanden … das sind eigentümliche Erdstriche, die eigentümliche Kreaturen hervorbringen.“
Was Raabe zu dieser Bemerkung veranlasste und ob er jemals persönlich in Quakenbrück war, ist nicht überliefert.
Auch von Ricarda Huch, von der die Novelle Der Hahn von Quakenbrück stammt, sind die Hintergründe unbekannt, die sie diesen Titel wählen ließ, zumal das Werk ansonsten keinen sichtbaren Bezug auf die Stadt nimmt.